# SMD LED

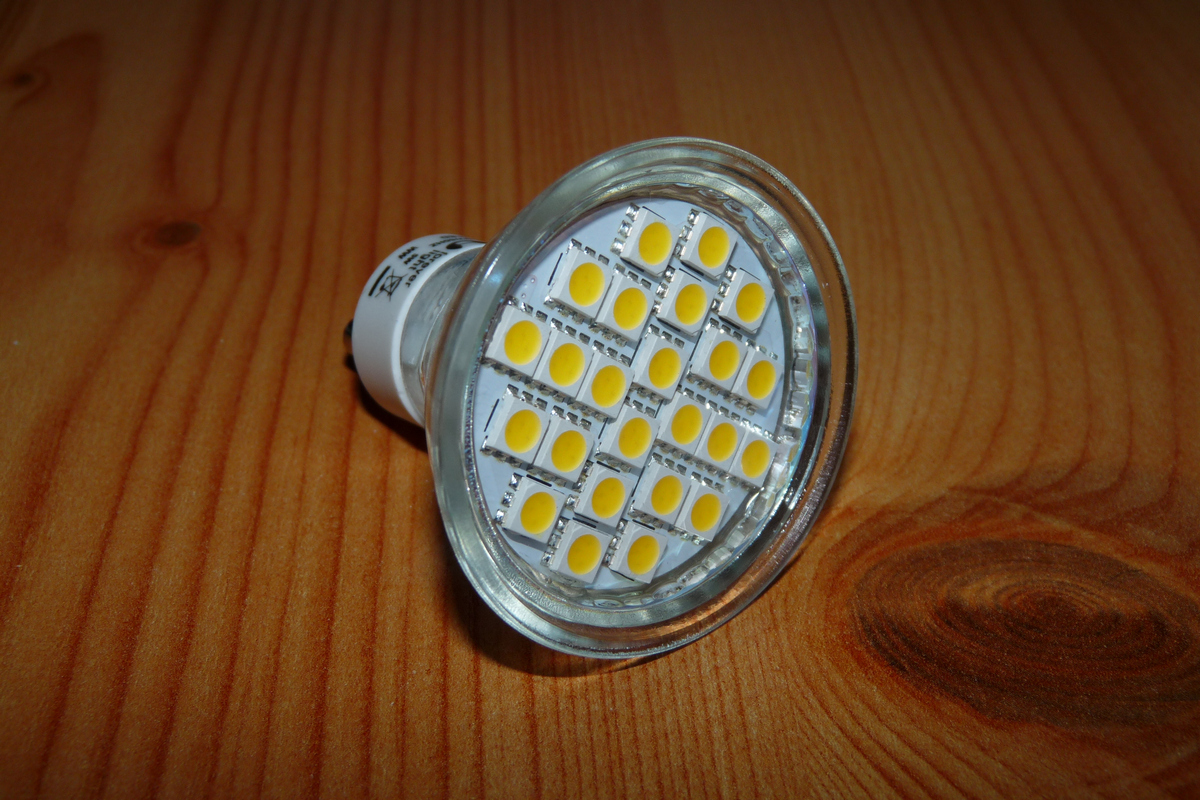
Lampada a SMD LED

Un modulo LED SMD è un tipo di LED che utilizza la tecnologia a montaggio a superficie (SMT) per montare i chip LED sulle schede a circuito stampato (PCB). È un dispositivo autonomo a LED montato su superficie progettato per funzionare da solo o per collegare un'unità compatibile.
Vengono usati sia per via dell'estrema miniaturizzazione possibile, sia per la conduttività termica offerta dal modulo aderente alla scheda, particolarmente utile in caso di moduli ad alta potenza.

## Moduli

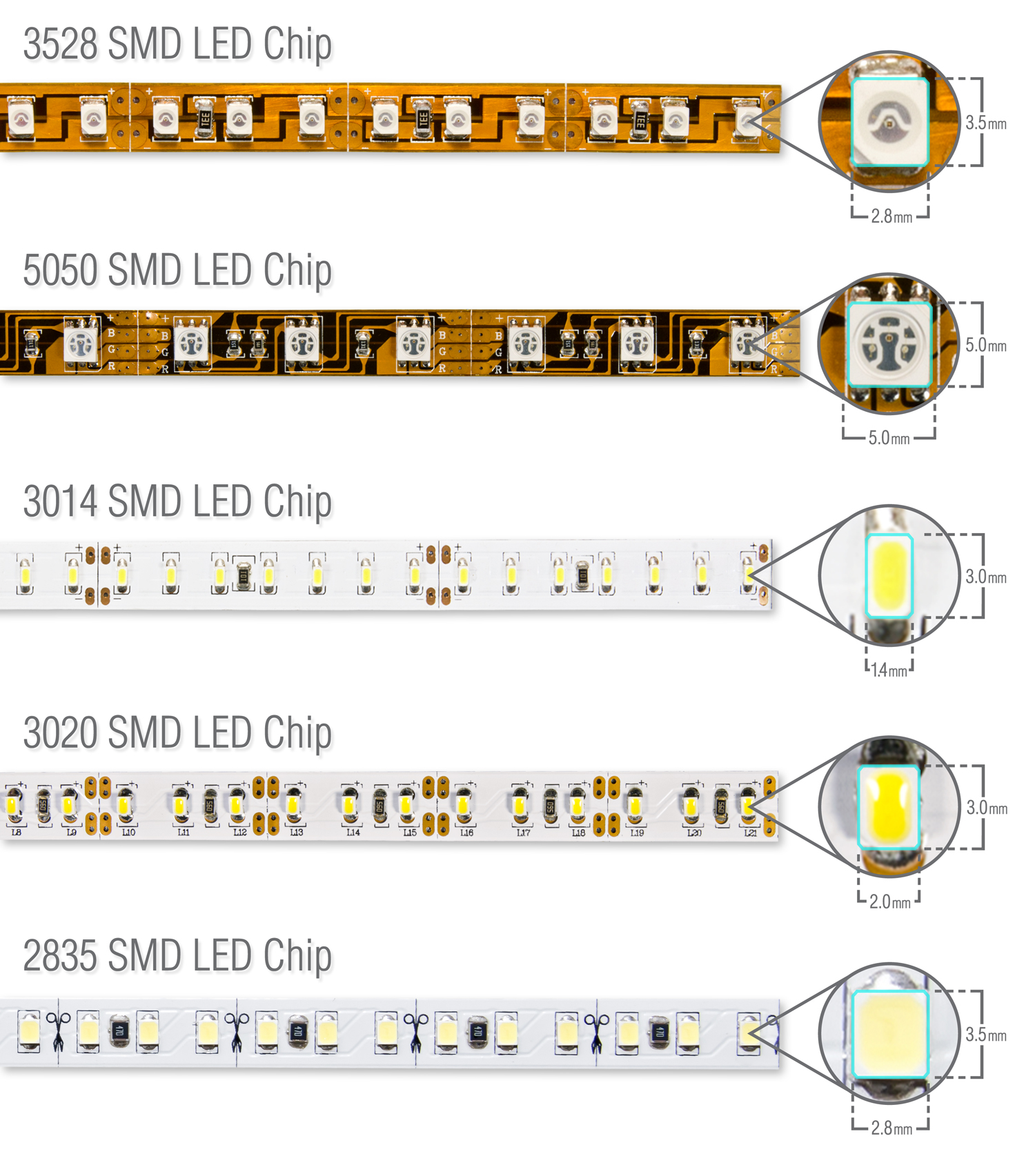
Confronto di moduli LED SMD utilizzati su delle strisce luminose a LED

I vari tipi si distinguono in base alle dimensioni.
| Sigla | Dimensione (mm) | Flusso luminoso (lm) | Consumo (W) |
| ----- | --------------- | -------------------- | ----------- |
| 1104  | 1.1 x 0.4       |                      |             |
| 1206  | 1.2 x 0.6       |                      |             |
| 2835  | 2.8 x 3.5       | 22-24                | 0.2         |
| 3014  | 3.0 x 1.4       | 10-12                | 0.1         |
| 3020  | 3.0 x 2.0       | 10-12                | 0.12        |
| 3030  | 3.0 x 3.0       | 61-85                | 0.63        |
| 3258  | 3.2 x 5.8       | 6-7                  | 0.062       |
| 3528  | 3.5 x 2.8       |                      |             |
| 3535  | 3.5 x 3.5       |                      |             |
| 4014  | 4.0 x 1.4       |                      |             |
| 5050  | 5.0 x 5.0       | 16-22                | 0.24        |
| 5630  | 5.6 x 3.0       | 54-56                | 0.5         |
| 5730  | 5.7 x 3.0       | 47-56                | 0.5         |
| 5733  | 5.7 x 3.3       |                      |             |
| 5736  | 5.7 x 3.6       |                      |             |
| 7014  | 7.0 x 1.4       |                      |             |
| 7020  | 7.0 x 2.0       |                      |             |
| 8520  | 8.5 x 2.0       |                      |             |